# Orléans Rose
'Orléans Rose' est un cultivar de rosier obtenu en 1909 par le rosiériste orléanais Ernest Levavasseur. Il est issu d'un semis 'Madame Norbert Levavasseur' (Levavasseur 1904).

## Description
Ce rosier polyantha diploïde présente des petites fleurs semi-doubles (9-16 pétales) de couleur rouge clair géranium à rose foncé, avec le revers des pétales virant au carmin et le cœur plus pâle, au centre blanc. Les étamines sont bien visibles. Elles fleurissent en grappes en de multiples bouquets. Elles sont légèrement parfumées. Ce cultivar historique est très florifère et sa floraison est remontante,. Il a servi à l'hybridation de plusieurs variétés pour ses qualités florifères et pour sa grande résistance aux maladies.
Le buisson aux branches érigées est en forme d'arbuste compact et touffu pouvant atteindre 70 cm x  70 cm, parfois au maximum 105 cm de hauteur et 105 cm de largeur sous des climats doux. Son feuillage est vert clair.
Sa zone de rusticité est de 6b à 9b ; il résiste donc bien aux hivers froids.
On peut l'admirer à la roseraie Jean-Dupont d'Orléans. Cette variété est toujours commercialisée par les catalogues d'amateurs de roses romantiques. Il est parfait pour les premiers plans de bordures. Il doit subir une taille importante à la fin de l'hiver pour permettre une bonne floraison.

## Descendance
- Il a donné naissance à une variété grimpante, 'Orléans Rose Cl.' (Ernest Levavasseur 1913) qui peut atteindre 200 cm de hauteur, voire plus[8].
- Un sport de ce cultivar a été découvert en 1918 par Ernest Levavasseur qui lui a donné le nom de 'Maréchal Foch' (commercialisé sous le nom de 'Red Orleans Rose' dans les pays anglophones). Il s'agit d'une version d'un rouge plus soutenu (avec centre blanc) que la variété 'Orléans Rose'.
- 'Mevrouw Nathalie Nypels' (Leenders, 1919) est issu du croisement 'Orléans Rose' x ['Comtesse du Cayla' (Guillot, 1902) x Rosa foetida var. bicolor, Willmott ]
- Le croisement du semis 'Orléans Rose' x ['Français' (Mallerin, 1951) x 'Lafayette' (Nonin, 1918)] a donné naissance au rosier floribunda 'Milrose' (Delbard, 1965)[9].